# Umepride
Umepride är en årligen återkommande festival i Umeå som arrangeras av föreningen Queerförvaltningen. 
2005 arrangerades festivalen första gången av RFSL, bland annat för att fira att organisationen startat en ny ungdomsförening i Umeå. Pridetåget paraderade mot Döbelns park och samlade ett hundratal personer. Senare togs arrangörsskapet över av den ideella föreningen Queerförvaltningen.
Vanliga inslag under festivalen är Svenska Kyrkans drop in-vigslar och regnbågsmässor, seminarier, kulturprogram, familjepicknickar och politiska samtal. År 2016 deltog 2000 personer i paraden och SVT uppskattade att det år 2018 var cirka 3000 paraddeltagare.
Umeprides arrangörer har utsatts för hot och 2019 skars en prideflagga ner utanför Umeå stads kyrka.
Sedan 2022 arrangeras även en alternativ pridefestival parallellt med Umepride.